# Alcàsser de Toledo

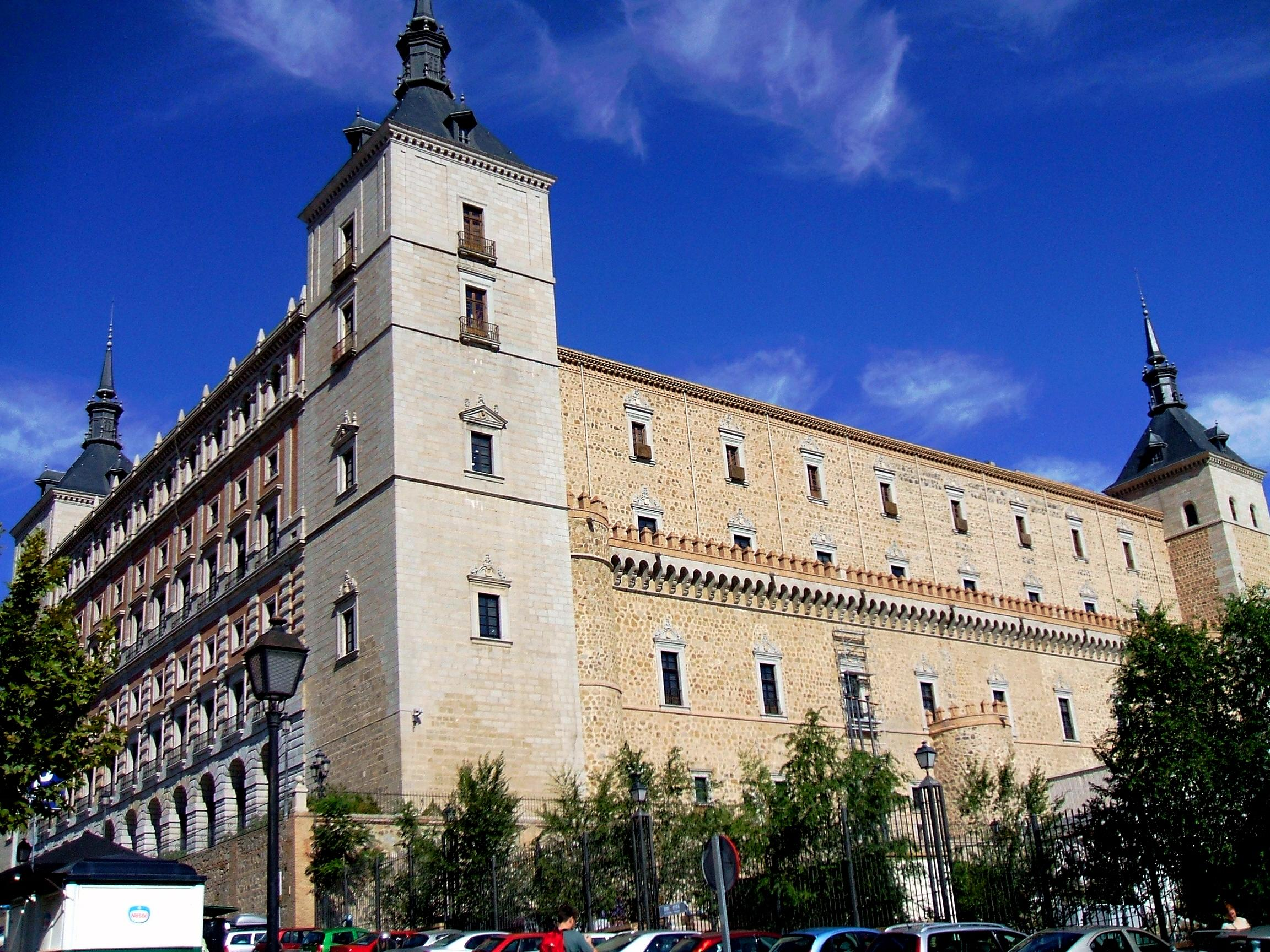
L'Alcàsser de Toledo el 2006.

L'Alcàsser de Toledo és una fortificació sobre roques, situada en la part més alta de la ciutat de Toledo (Castella-La Manxa, Espanya), i que domina tota la ciutat.

## Història
Al segle iii va ser un palau romà. Va ser restaurat durant el mandat d'Alfons VI i Alfons X de Castella i modificat el 1535, sota el mandat de Carles I, que va encarregar la direcció de les obres a l'arquitecte Alonso de Covarrubias. Aquest va dissenyar un edifici compacte i tancat, organitzat entorn d'un pati rectangular amb doble nivell d'arcs sostinguts per columnes d'aire molt clàssic (corínties i compostes). La sòbria façana dividida en tres pisos d'obertures repetides entorn dels quals es concentra la decoració i un gegantesc escut imperial sobre la porta, reflecteixen el poder del constructor. Impressiona la seva escala, posteriorment engrandida per Francisco de Villalpando. Va ser residència temporal de les reines vídues Marianna d'Àustria (vídua de Felip IV) i Marianna de Neuburg (vídua de Carles II).
A mitjan segle xix el Ministeri de la Governació, durant el regnat d'Isabel II, va instal·lar a la torre sud-est un mecanisme telegràfic per rebre i enviar missatges codificats des de Madrid fins a Cadis; era la torre telegràfica número 10 de la Línia d'Andalusia, creada pel Brigadier Mathé. Els llocs d'aquesta línia de torres de telegrafia òptica van estar en algunes poblacions com Aranjuez, Toledo, Consuegra, Ciudad Real, Puertollano i Fuencaliente; en la part andalusa travessava entre altres llocs com Cardeña, Montoro, Còrdova capital, Carmona, Sevilla capital, Las Cabezas de San Juan, Jerez de la Frontera, Cadis capital i San Fernando. El seu funcionament com a telègraf òptic va ser breu, des de 1848 fins a 1857. A l'edifici hi va funcionar l'Acadèmia d'Infanteria de Toledo.

### Guerra Civil
Durant la Guerra Civil de 1936-39 va ser utilitzat pel llavors coronel revoltat José Moscardó com a punt defensiu i de resistència de la Guàrdia Civil i destruït totalment per les tropes de la II República durant el setge que va durar 70 dies del 22 de juliol al 28 de setembre de 1936. Va ser alliberat aquest últim dia per l'Exèrcit d'Àfrica al comandament del general José Enrique Varela i visitat l'endemà pel general Francisco Franco, cap del bàndol revoltat. La propaganda franquista va convertir el setge de l'Alcàsser en un mite i un símbol polític.

### Actualitat
Posteriorment fou reedificat i actualment allotja la Biblioteca de Castella-La Manxa i, des de juliol de 2010, les col·leccions del Museu de l'Exèrcit procedents de l'antic Salón de Reinos de Madrid.

## Imatges

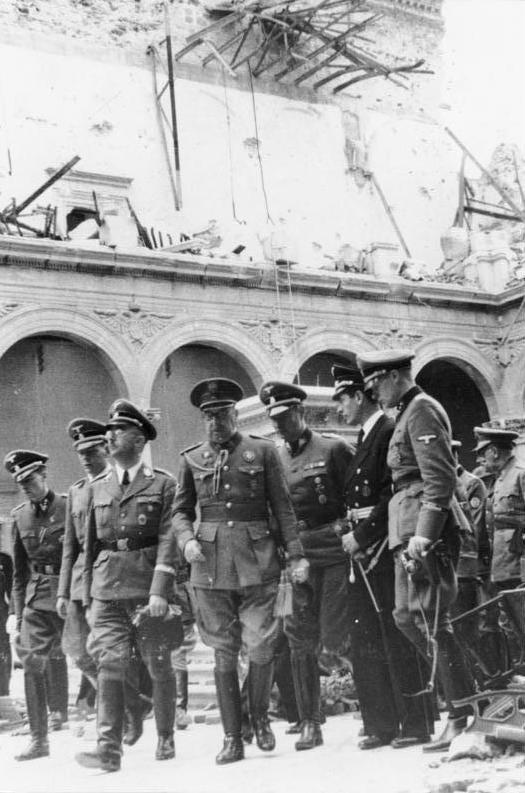
Heinrich Himmler visita l'Alcàsser junt amb José Moscardó l'octubre de 1940.
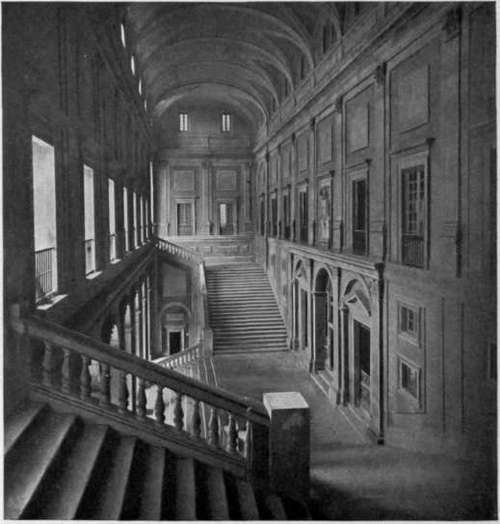
Interior de l'Alcàsser en 1901.
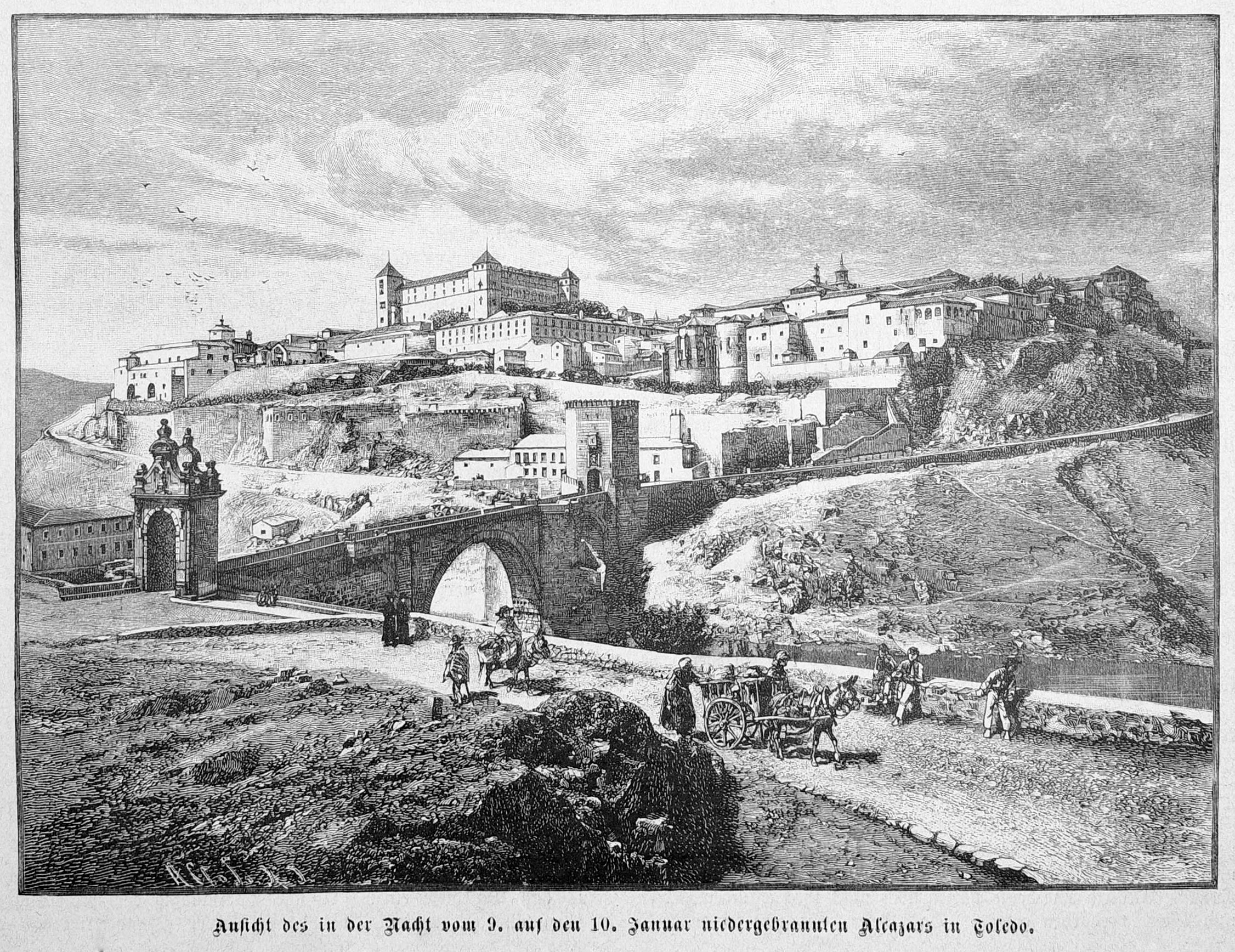
L'Alcàsser (al fons) en 1887.
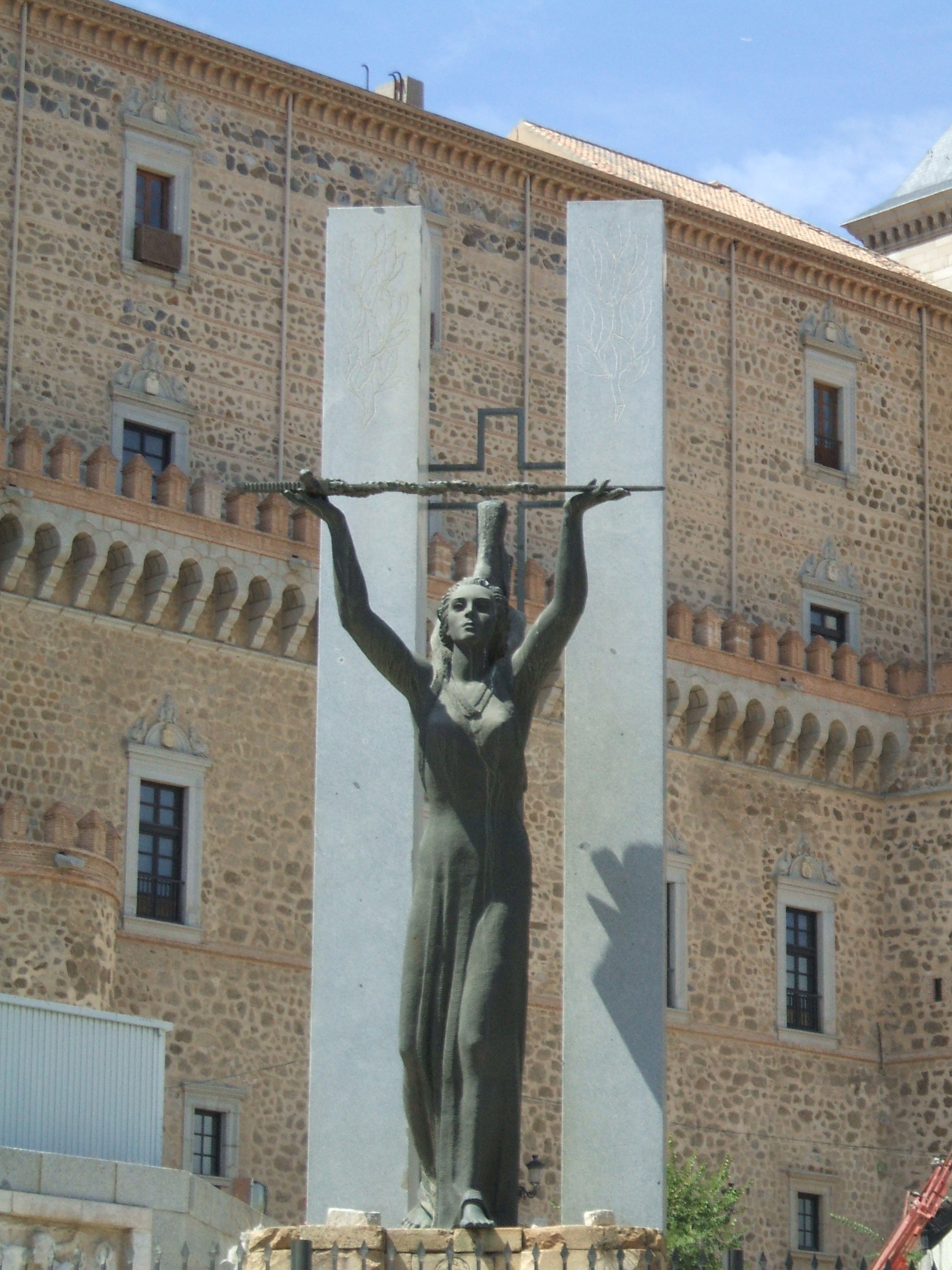
Monument al setge.